# Renault Express

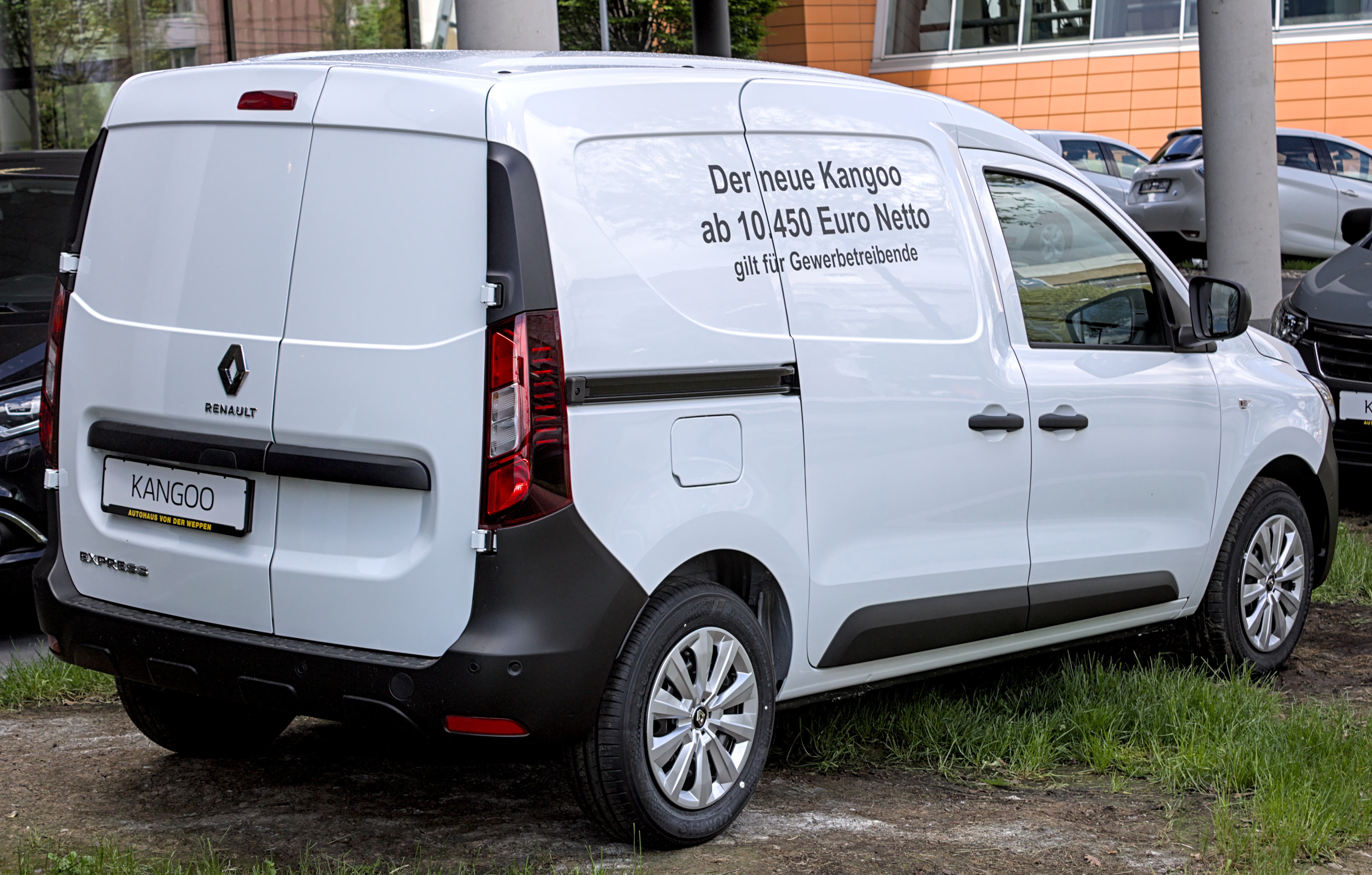
Heckansicht

Der Renault Express ist ein Kleintransporter des französischen Automobilherstellers Renault. Bereits zwischen 1985 und 1998 wurde der Renault Rapid auf einigen Märkten als Renault Express vermarktet.

## Geschichte
Das Fahrzeug wurde als Nachfolger des Dacia Dokker (Dacia wird zukünftig keine Nutzfahrzeuge mehr anbieten) im November 2020 vorgestellt. Im Mai 2021 kam der Renault Express in den Handel. Neben dem Express bietet Renault zudem noch den Kangoo als höher positionierten Rapid in einem ähnlichen Segment an. Im Sommer 2024 endete die Produktion im marokkanischen Tanger. Ein direktes Nachfolgemodell gibt es nicht.

## Technische Daten
Angetrieben wird der Kastenwagen entweder von einem 1,3-Liter-Ottomotor mit 75 kW (102 PS) oder einem 1,5-Liter-Dieselmotor mit 55 kW (75 PS) oder 70 kW (95 PS). Für die schwächste Motorisierung gab es auch die Variante ECO-Leader, bei der zugunsten eines niedrigeren Verbrauchs die Höchstgeschwindigkeit auf 100 km/h begrenzt ist.
|                                             | TCe 100               | dCi 75                | dCi 95                |
| Bauzeitraum                                 | 05/2021–07/2024       | 05/2021–07/2024       | 05/2021–07/2024       |
| Motorkenndaten                              |                       |                       |                       |
| Motortyp                                    | R4-Ottomotor          | R4-Dieselmotor        | R4-Dieselmotor        |
| Hubraum                                     | 1333 cm³              | 1461 cm³              | 1461 cm³              |
| Motoraufladung                              | Turbolader            | Turbolader            | Turbolader            |
| max. Leistung bei min−1                     | 75 kW (102 PS) / 4500 | 55 kW (75 PS) / 3000  | 70 kW (95 PS) / 3000  |
| max. Drehmoment bei min−1                   | 200 Nm / 1500         | 220 Nm / 1750         | 240 Nm / 1750         |
| Kraftübertragung                            |                       |                       |                       |
| Antrieb                                     | Vorderradantrieb      | Vorderradantrieb      | Vorderradantrieb      |
| Getriebe                                    | 6-Gang-Schaltgetriebe | 6-Gang-Schaltgetriebe | 6-Gang-Schaltgetriebe |
| Messwerte                                   |                       |                       |                       |
| Höchstgeschwindigkeit                       | 167 km/h              | 100–148 km/h          | 162 km/h              |
| Beschleunigung, 0–100 km/h                  | 11,9 s                | 16,3 s                | 13,0 s                |
| Kraftstoffverbrauch auf 100 km (kombiniert) | 5,9 l Super           | 4,1–4,2 l Diesel      | 4,4 l Diesel          |
| CO2-Emissionen (kombiniert)                 | 134–135 g/km          | 106–110 g/km          | 111 g/km              |
| Leergewicht                                 | 1298 kg               | 1379 kg               | 1389 kg               |
| Abgasnorm nach EU-Klassifikation            | Euro 6d-TEMP          | Euro 6d-TEMP          | Euro 6d-TEMP          |